# Есерт
Есерт (фр. Essertes) — колишня громада  в Швейцарії в кантоні Во, округ Лаво-Орон.
2022 року Есерт приєдналось до громади Орон.

## Географія
Громада розташована на відстані близько 70 км на південний захід від Берна, 13 км на схід від Лозанни.
Есерт має площу 1,7 км², з яких на 9,6% дозволяється будівництво (житлове та будівництво доріг), 74,1% використовуються в сільськогосподарських цілях, 16,3% зайнято лісами, 0% не є продуктивними (річки, льодовики або гори).

## Демографія
2019 року в громаді мешкало 380 осіб (+27,5% порівняно з 2010 роком), іноземців було 18,4%. Густота населення становила 229 осіб/км².
За віковим діапазоном населення розподілялося таким чином: 21,6% — особи молодші 20 років, 63,4% — особи у віці 20—64 років, 15% — особи у віці 65 років та старші. Було 170 помешкань (у середньому 2,2 особи в помешканні).
Із загальної кількості 50 працюючих 7 було зайнятих в первинному секторі, 21 — в обробній промисловості, 22 — в галузі послуг.